# شینگو آریزونو
شینگو آریزونو (انگلیسی: Shingo Arizono؛ زادهٔ ۴ دسامبر ۱۹۸۵) بازیکن فوتبال اهل ژاپن است.